# Carl August Heinrich Sommer
Carl August Heinrich Sommer (* 4. August 1801 in Berlin; † 13. Mai 1873 ebenda) war ein deutscher Zimmermeister, Bauherr und Kommunalpolitiker.

## Leben
Carl August Sommer war ein Sohn des Ratszimmermeisters Johann Caspar Sommer. Er besuchte das Joachimsthalsche Gymnasium in der Burgstraße und absolvierte danach eine Zimmermannslehre. 1827 erlangte er als Zimmermeister das Berliner Bürgerrecht und wirkte ab 1828 als Bürgerdeputierter in der Armenkommission. Daneben war er ab 1831 Vorsteher des Bezirks, in dem sich seine Werkstatt befand, und von 1845 bis 1848 Vorsteher seines Wohnbezirks Pariser Platz. 1845/46 und 1848 bis 1852 war er Stadtverordneter. Ab 1849 unbesoldeter Stadtrat, hatte er als Generalfeuerherr die Oberaufsicht über den Bautenbrandschutz. Zu dieser Zeit war er einer der größten Immobilienhändler von Berlin. Neben verschiedenen Häusern besaß er auch die rechts und links neben dem Brandenburger Tor liegenden Häuser. Mit Einwilligung von König Friedrich Wilhelm IV., dem eine Verschönerung des Pariser Platzes willkommen war, ließ er die bestehenden Barockgebäude von August Stüler zwischen 1842 und 1847 durch zwei dreigeschossige Wohnbauten mit Flachdach und einer von Figuren geschmückten Balustrade ersetzen. Das rechts neben dem Tor liegende Haus Pariser Platz Nr. 7 verkaufte er 1857 an den Tuchfabrikanten Louis Liebermann (Haus Liebermann). Das links vom Tor liegende Haus Pariser Platz Nr. 1 wurde als Haus Sommer bekannt, obwohl Sommer es bereits 1856 verkaufte und er selbst in seinem Haus Nr. 6 gewohnt hat, in dem er auch gestorben ist. In der Dorotheenstadt wurden zwischen 1850 und 1858 noch die sogenannten „Sommerschen Häuser“ gebaut, die aber wohl von seinem Sohn in Auftrag gegeben worden waren. Von diesen Häusern ist nur noch das ebenfalls als Haus Sommer bezeichnete Haus Dorotheenstraße 99 erhalten. 1863 verließ er den Magistrat als hochgeachteter und reicher Mann.

## Familie
Sommers einziger Sohn Franz Ludwig Georg Sommer (1819–1878) wurde ebenfalls Zimmermeister. Sein Enkel war Friedrich August Richard Sommer (1849–1916), der die Häuser in Berlin verkaufte und das Schloss Sommerswalde bauen ließ.

## Ehrungen
1864 wurde ihm der Titel Stadtältester verliehen.
Von 1859 bis 1925 trug die Sommerstraße seinen Namen (heute Ebertstraße/Friedrich-Ebert-Platz).